# Arrano beltza

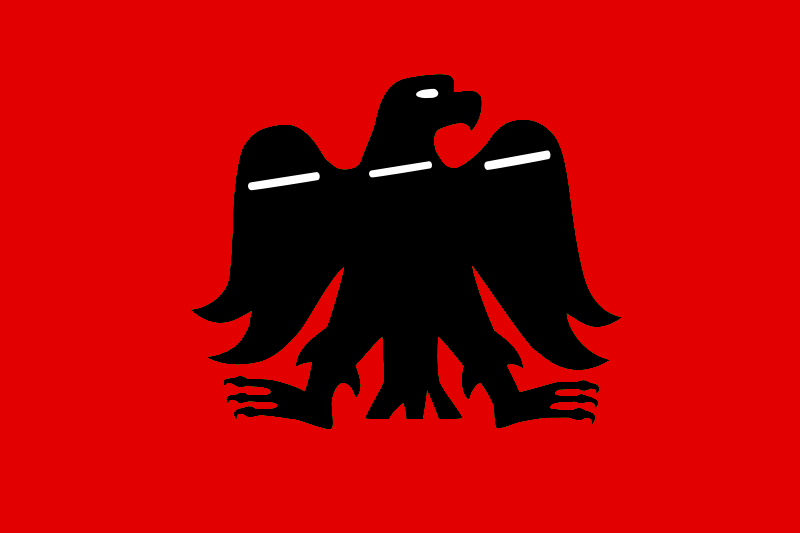
Arrano beltza

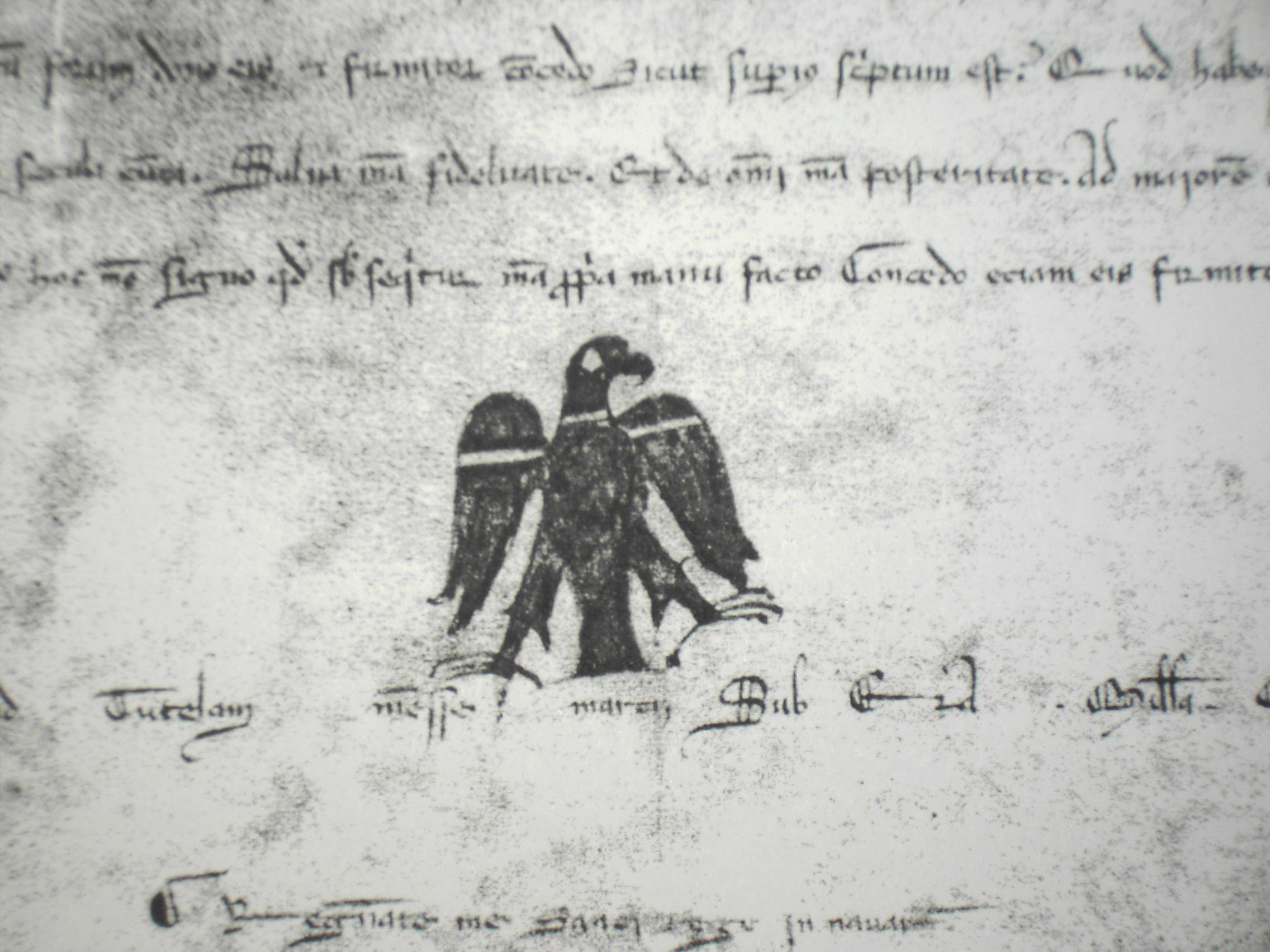
Segell del rei Sanç VII de Navarra

L'àliga negra o arrano beltza fou el segell del rei Sanç VII de Navarra de la Dinastia Ximena, que va governar Navarra i territoris sota la seva dependència durant uns quants segles, fins que fou substituïda per la dinastia de Xampanya.
El 1977 es va proposar com a bandera de Navarra, en lloc de l'actual bandera vermella amb les cadenes, que llavors tenia la creu amb llorers de Sant Ferran.
La bandera vermella la va proposar la diputació navarresa a començaments del segle XX (1910), inspirada per Arturo Campión, Iturralde i Suit i Hermilio de Oloriz: el vermell el van fer servir els navarresos en assetjar els espanyols Pamplona el 1512-1513, mentre les cadenes feien referència a la intervenció navarresa a la batalla de Las Navas de Tolosa. La creu amb llorers es va afegir després de la guerra civil (1936-1939) i fou concedida pel règim de Franco per agrair a la "regió" que les seves guarnicions donaren suport al cop d'estat. El 1977 la creu es va retirar i el 1982 es va convertir en bandera vermella amb l'escut, al qual shi 'havia incorporat la corona borbònica.